# Championnat d'Italie féminin de rugby à XV
Le championnat d'Italie féminin de rugby à XV est une compétition annuelle mettant aux prises les meilleurs clubs féminins de rugby à XV en Italie. Appelé Serie A de 1992-2022, il est ensuite appelé Eccellenza pendant une saison avant de devenir la Serie A Élite à partir de 2023.
Le club le plus titré est le Benetton Rugby avec 16 titres (+ 7 de la période UISP). Riviera del Brenta en remporte six de 2004 à 2013.

## Historique
La première version créée en 1985 était sous l'autorité de l'UISP (Unione Italiana Sport Popolare). La Fédération italienne de rugby reconnait et intègre la pratique féminine du rugby en 1991 et prend dès lors en charge l'organisation du championnat national. À l'époque la discipline naissante ne compte qu'un championnat, organisé en poules géographiques. Il est outrageusement dominé par les clubs vénitiens du Benetton et du Riviera.
Cette suprématie s'effondre au cours des années 2010 avec l'émergence de nouveaux clubs, à commencer par Monza en 2014 qui remporte le titre hors de Vénétie pour la première fois de l'histoire du championnat. À compter de cette saison, les deux historiques du Benetton et du Riviera n'ont plus disputé une finale et assisté à l'implacable ascension des nouvelles forces de la compétition : le Valsugana Padoue, Villorba, Colorno.
Cet essor du rugby féminin au cours des années 2010 va toutefois générer des disparités entre clubs : les gros scores sont fréquents. En outre, alors que certains clubs bien établis disposent de deux équipes seniors, d'autres peinent parfois à composer une feuille de match et les forfaits ne sont pas rares.
Devant ce constat, et dans l'intérêt des clubs et des joueuses inscrits dans une démarche de haut niveau, la Fédération Italienne se résout à mettre en place deux niveaux de compétition : la saison 2022-2023 est la première à deux championnats, avec promotion-relégation. Calvisano est le premier promu de l'histoire du rugby féminin italien, tandis que le tout jeune club de Parabiago en est le premier relégué.
La saison suivante, la fédération rebaptise le championnat Eccellenza en Serie A Élite et instaure un format à deux poules de 4 équipes et deux phases de compétition, afin d'homogénéiser un peu plus le niveau des matchs. La formule est abandonnée dès la saison suivante pour revenir à la poule unique en 2024-2025.
Si le championnat se professionnalise sous bien des aspects, les joueuses gardent un statut amateur. Quelques-unes se laissent d'ailleurs tenter par l'expérience professionnelle en Angleterre (Silvia Turani, Beatrice Rigoni, Sofia Stefan...).
L'intersaison 2025 est marquée par plusieurs départs de joueuses internationales vers l'Élite 1 et la Premiership. La Squadra Azzurra dispute la Coupe du monde avec onze joueuses qui évoluent à l'étranger, un record.

## Palmarès

### Sous l'égide de l'UISP
| Date de la finale | Vainqueur              | Finaliste |
| ----------------- | ---------------------- | --------- |
| 1985              | Benetton Rugby Trévise |           |
| 1986              | Benetton Rugby Trévise |           |
| 1987              | Benetton Rugby Trévise |           |
| 1988              | Benetton Rugby Trévise |           |
| 1989              | Benetton Rugby Trévise |           |
| 1990              | Benetton Rugby Trévise |           |
| 1991              | Benetton Rugby Trévise |           |

### Organisé par la Fédération italienne de rugby
| Date de la finale | Vainqueur              | Finaliste              |
| ----------------- | ---------------------- | ---------------------- |
| 1992              | Benetton Rugby Trévise | Perugia                |
| 1993              | Benetton Rugby Trévise | Bologna                |
| 1994              | Benetton Rugby Trévise | Villa Pamphilli        |
| 1995              | Benetton Rugby Trévise | Roma                   |
| 1996              | Benetton Rugby Trévise | Villa Pamphilli        |
| 1997              | Benetton Rugby Trévise | Grazia Deledda         |
| 1998              | Benetton Rugby Trévise |                        |
| 1999              | Benetton Rugby Trévise | Villa Pamphilli        |
| 2000              | Benetton Rugby Trévise | Messina                |
| 2001              | Benetton Rugby Trévise | Messina                |
| 2002              | Benetton Rugby Trévise | CUS Roma               |
| 2003              | Benetton Rugby Trévise | Riviera del Brenta     |
| 2004              | Riviera del Brenta     | Benetton Rugby Trévise |
| 2005              | Riviera del Brenta     | Benetton Rugby Trévise |
| 2006              | Benetton Rugby Trévise | Riviera del Brenta     |
| 2006-2007         | Riviera del Brenta     | Benetton Rugby Trévise |
| 2008              | Benetton Rugby Trévise | Riviera del Brenta     |
| 2009              | Benetton Rugby Trévise | Riviera del Brenta     |
| 2010              | Riviera del Brenta     | Benetton Rugby Trévise |
| 2011              | Benetton Rugby Trévise | Riviera del Brenta     |
| 2012              | Riviera del Brenta     | Benetton Rugby Trévise |
| 2013              | Riviera del Brenta     | Benetton Rugby Trévise |
| 2014              | Monza                  | Riviera del Brenta     |
| 2014-2015         | Valsugana Padoue       | Monza                  |
| 2015-2016         | Valsugana Padoue       | Monza                  |
| 2016-2017         | Valsugana Padoue       | Colorno                |
| 2017-2018         | Colorno                | Valsugana Padoue       |
| 2018-2019         | Villorba               | Valsugana Padoue       |
| 2019-2020         | Non attribué           |                        |
| 2020-2021         | Non attribué           |                        |
| 2021-2022         | Valsugana Padoue       | Villorba               |
| 2022-2023         | Valsugana Padoue       | Villorba               |
| 2023-2024         | Villorba               | Valsugana Padoue       |
| 2024-2025         | Villorba               | Valsugana Padoue       |

## Bilan
| Club           | Titre(s) | Premier(s) - Dernier(s) | Finale(s) perdue(s) | Première(s) - Dernière(s) | Division actuelle |
| -------------- | -------- | ----------------------- | ------------------- | ------------------------- | ----------------- |
| Benetton       | 16       | 1992 ; 2011             | 6                   | 2004 ; 2013               | Serie A Élite     |
| Riviera        | 6        | 2004 ; 2013             | 6                   | 2003 ; 2014               | Serie A           |
| Valsugana      | 5        | 2015 ; 2023             | 4                   | 2018 ; 2025               | Serie A Élite     |
| Villorba       | 3        | 2019 ; 2025             | 2                   | 2022 ; 2023               | Serie A Élite     |
| Monza          | 1        | 2014                    | 2                   | 2015 ; 2016               | forfait en 2021   |
| Colorno        | 1        | 2018                    | 1                   | 2017                      | Serie A Élite     |
| Villa Pamphili | 0        | -                       | 3                   | 1994 ; 1999               | -                 |
| Messina        | 0        | -                       | 2                   | 2000 ; 2001               | -                 |
| Perugia        | 0        | -                       | 1                   | 1992                      | -                 |
| Bologna        | 0        | -                       | 1                   | 1993                      | -                 |
| Roma           | 0        | -                       | 1                   | 1995                      | -                 |
| Grazia Deledda | 0        | -                       | 1                   | 1997                      | -                 |
| CUS Roma       | 0        | -                       | 1                   | 2002                      | -                 |

## Logo
En 2023, la fédération instaure une nouvelle charte graphique pour ses championnats de 1re division, avec pour la première fois une base de logo identique pour les championnats masculin et féminin, seule la couleur principale variant.

Évolution du logo
Logo de la Serie A Femminile de 2011 à 2022.
Logo de l'Eccellenza Femminile en 2022-2023.
Logo de la Serie A Élite Femminile instauré en 2023.